# !Kung
!Kung (!Xuun) – kontinuum językowe, znane również jako Ju, używane w Namibii, Botswanie i Angoli przez lud !Kung. Razem z językiem ǂ’Amkoe tworzy ustanowioną w 2010 tzw. rodzinę języków Kx’a.
Język dysponuje dużym zasobem mlasków, sam znak ! w nazwie oznacza taki właśnie mlask. Pod względem ilości głosek i spółgłosek jest jednym z najbardziej skomplikowanych języków na świecie.
Jest językiem tonalnym – dla przykładu by wymówić !Xuun (wymowa ǃ͡χu᷄ː̃), trzeba zrobić dźwięk kliknięcia przed dźwiękiem x (który brzmi jak szkockie bądź niemieckie ch), a następnie długą samogłoskę nosową z wysokim wznoszącym się tonem.

## Użycie
Gdyby wszystkie dialekty !Kung traktować jako jeden język, byłby on trzecim pod względem liczby użytkowników językiem khoisan, zaraz po Khoekhoe i Sandawe. Szacuje się, że posługuje się nim około 15 tys. osób. Dokładne oszacowanie jest trudne z powodu rozsiania ludności po farmach, na których wymieszani są ludzie mówiący w wielu językach. Brenzinger (2011) podaje 9 tys. w Namibii, 2 tys. w Botswanie, 3,7 tys. w Południowej Afryce i 1 tys. w Angoli.
Do połowy końca XX wieku dialekty ǃʼOǃKung i Malogi były rozpowszechnione w południowej i centralnej części Angoli, później jednak większość ludu !Kung uciekła przed wojną domową w Angoli do Namibii (głównie do Caprivi Strip) gdzie zostali zrekrutowani do jednostki specjalnej South African Defence Force przeciw angolskiej armii i SWAPO. Pod koniec południowoafrykańskiej wojny granicznej ponad tysiąc bojowników i ich rodzin zostało przesiedlonych do Schmidtsdrift w Republice Południowej Afryki. Po ponad dekadzie życia w niepewnych warunkach, po-apartheidowy rząd kupił i dotował ziemię w Platfontein koło Schmidtsdriftu, aby osiedlić lud !Kung.

## Dialekty
Najlepiej znanymi dialektami są Tsumkwe Jul’hoan, Ekoka !Kung, !'O!Kung i ǂKxʼauǁʼein.
Bonny Sans i inni klasyfikują warianty !Kung w cztery grupy, z czego dwie pierwsze są bardzo podobne:
- Północny !Kung: Południowa Angola, w okolicy Cunene, Cubango, Cuito, i rzek Cuando, z wieloma uchodźcami w Namibii:

ǃʼOǃKung
Maligo
- Północno-centralny !Kung: Namibia, pomiędzy rzeką Ovambo i granicą Angoli, w okolicy dopływów rzeki Okavango na wschód od Rundu aż do jeziora Etosza:

Tsintsabis
Okongo
Ovambo
Mpunguvlei
ǀʼAkhwe (Ekoka)
- Centralny !Kung: Obszar wokół Grootfontein, Namibii, na zachód od centrum rzeki Omataki i na południe od rzeki Ovambo
- Południowo-wschodni !Kung: Botswana na wschód od Delta Okawango, i północno-wschodnia Namibia od Windhoek do Rundu, Gobabis, i Caprivi Strip:

Tsumkwe
Omatako
Kameeldoring
Epukiro.
ǂKxʼauǁʼein był zbyt słabo potwierdzony by został sklasyfikowany, jednak uznawany jest za południowo-wschodni.
Heine & Honken (2010) klasyfikują 11 wariantów w trzy gałęzie:
- Północno-zachodni !Xuun

Northern !Xuun
Maligo (!xuun, kúándò !xuun „Kwando !Xuun”; SE Angola)
ǃʼOǃKung (!ʼo !uŋ „Forest !Xuun”; eastern C Angola)
Zachodni !Xuun
– (!xūún, !ʼālè !xòān „Valley !Xuun”; rejon Eenhana, N Namibia)
Akhwe (!xūún, ǀʼākhòè !xòān „Kwanyama !Xuun”; Eenhana, N Namibia)
Tsintsabis (!xūún; Tsintsabis, dzielnica Tsumeb, N Namibia)
Kavango !Xuun (!xūún, znany jako dom !xūún „River !Xuun” w Ekoka; Zachodni rejon Rundu, N Namibia, & Angola i sąsiadujące)
- Centralny !Xuun

Gaub (rejon Tsumeb, N Namibia)
Neitsas (rejon Grootfontein, N Namibia)
- Południowo-wschodni !Xuun

Juǀʼhoan (ju-|ʼhoan(-si); rejon Tsumkwe, N Namibia, & Bots i sąsiadujące)
Dikundu (!xun, ju-|ʼhoa(si); Dikundu, W Caprivi)
ǂKxʼauǁʼein (ju-|ʼhoan(-si), !xun, ǂxʼāōǁʼàèn „Northern people”; Gobabis district, E Namibia)

## Protojęzyk
Ojczysty język, Proto-Juu lub Proto-!Xuun, miał pięć miejsc artykulacji mlasków: zębowy, zadziąsłowy, podniebienny, boczny dziąsłowy i retroflex (*ǃ˞ lub *!!). Mlaski retroflex przestały istnieć w południowo-wschodnich dialektach takich jak Jul’hoan, ale ciągle są obecne w centralnym !Kung.
| Proto-Juu           | *ǃ ‘belly’ | *‼ ‘water’ | *ǂ |
| SE (Tsumkwe)        | ᶢǃű        | ᶢǃű        | ǂ  |
| N (Okongo/ǀʼAkhwe)  | ᶢǃű        | ᶢǁű        | ǃ͡s |
| NW (Mangetti Dune)  | ᶢǃű        | ᶢǁű        | ǂ  |
| C (Neitsas/Nurugas) | ᶢǃú        | ᶢ‼ú        | ǂ  |